# Ökenlo-bataljonen
Ökenlo-bataljonen (engelska: Caracal batallion hebreiska: גדוד קרקל) eller formellt 33:e bataljonen, är en infanterienhet i Israels försvarsmakt. Dess engelska namn kommer efter ökenlo, ett kattdjur som bataljonen är namngiven efter, där hanen och honan liknar varandra. Bataljonen är en av tre infanterienheter i Israels armé där kvinnliga och manliga soldater tjänstgör tillsammans. Enheten bildades 2004 genom sammanslagning av ett antal kompanier där män och kvinnor tjänstgjorde tillsammans sedan år 2000. Detta innebar ett paradigmskifte då kvinnor tidigare inte deltog i strid utan istället tjänstgjorde i roller som sjukvårdare och signaltrupper. Enligt Megan Bastick vid Edinburghs universitet var detta en del av en trend under de föregående decennierna i Västvärlden där kvinnor i högre grad tjänstgjorde i militära enheter, en utveckling som hade sin motsvarighet i Kanada och Australien.
Under 2010-talet stationerades bataljonen vid Israels gräns mot Egypten för att säkra gränsområdet mot islamistiska militanta grupper i Sinaihalvön. År 2012 deltog enhetens soldater i en eldstrid vid gränsområdet varvid tre angripare dödades.
År 2014 var två tredjedelar av enhetens soldater kvinnor.